# Vues dans la tête de ...
Le Festival Vues dans la tête de... est un festival du film québécois, organisé chaque année à Rivière-du-Loup, dans la région Bas-Saint-Laurent au Québec. 
Depuis 2013, le festival se déroule au Cinéma Princesse de la ville pendant un week-end en février. Le festival invite un  cinéaste québécois à qui il confie la programmation de l'édition. Le festival s'ouvre généralement avec l'un des films du cinéaste invité, le programme du reste du week-end consistant en une sélection d'autres films de fiction, documentaires et courts métrages de cinéastes québécois, choisis par le cinéaste invité pour offrir diverses perspectives sur un thème d'intérêt.

## Cinéastes
- Hugo Latulippe (2013)[3]
- Sébastien Pilote (2014)[4]
- Stéphane Lafleur (2015)[5]
- Micheline Lanctôt (2016)[1]
- Anne Émond (2017)[6]
- Francis Leclerc (2018)[7]
- Kim Nguyên (2019)[8]
- Myriam Verreault (2020)[9]
- Jeanne Leblanc (2021)[2]
- Maxime Giroux (2022)[10]
- Robert Morin (2023)[11]
- Pascal Plante (2024)[12]
- Sophie Deraspe (2025)